# Vernicia fordii
El árbol de tung (Vernicia fordii) es un árbol caducifolio de la familia de las euforbiáceas.
Conocido por muchos nombres en su nativa China, 油桐 (lit. tung de aceite) el nombre formal chino, mientras que otros (桐油樹, 光桐, 三年桐, 百年桐, 桐子樹) son nombres comunes.

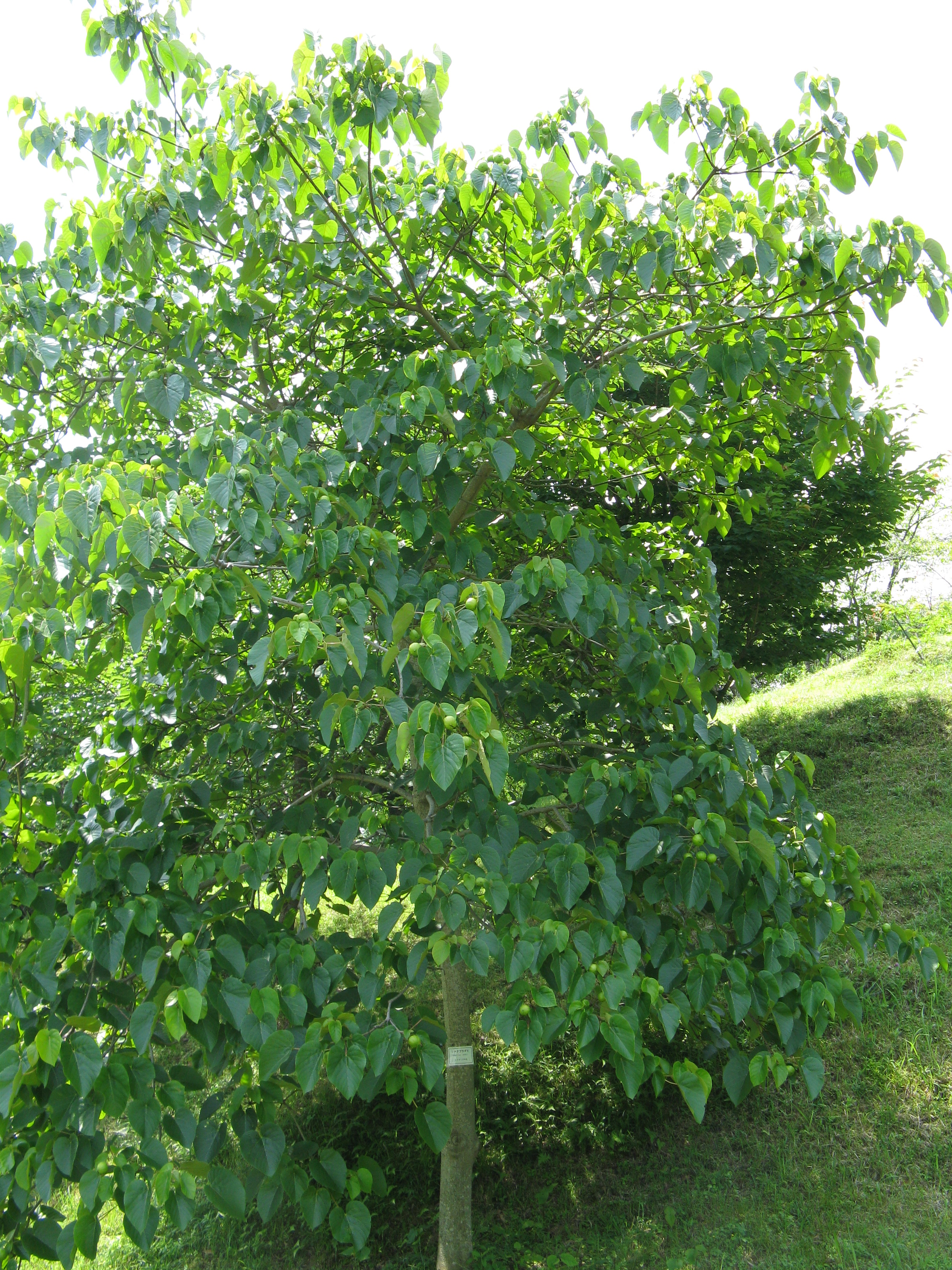
Vista de la planta

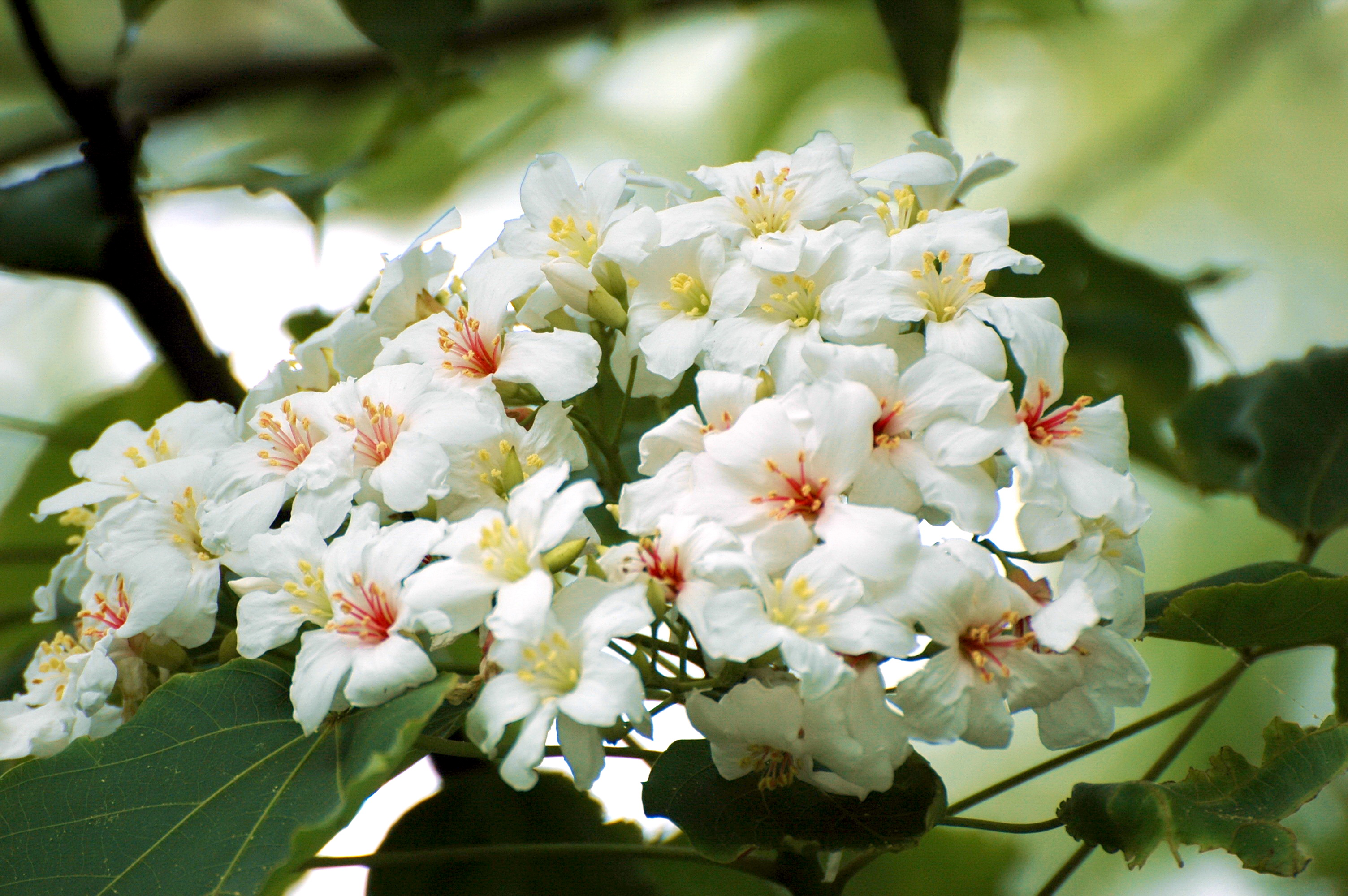
Inflorescencia

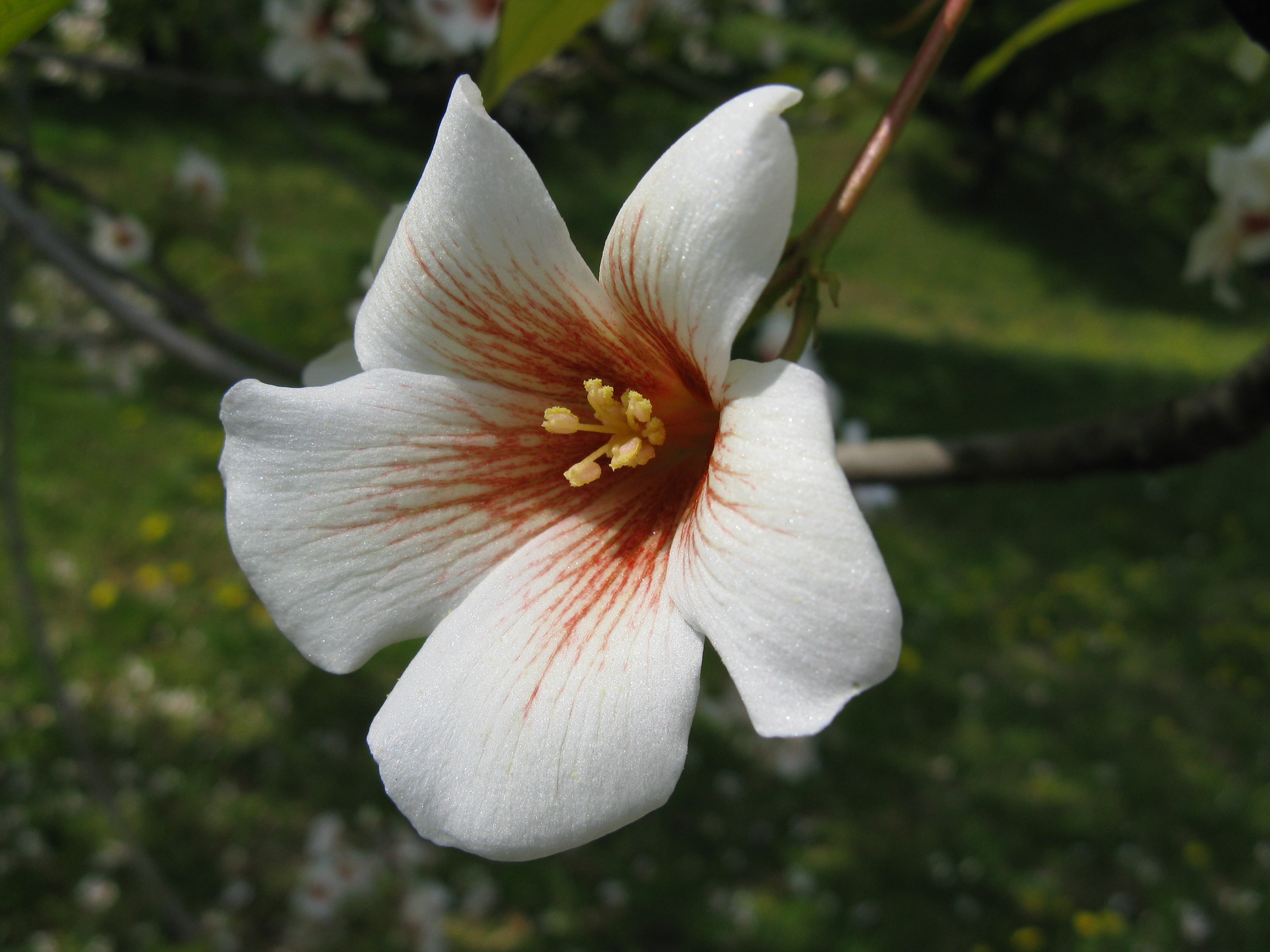
Detalle de la flor

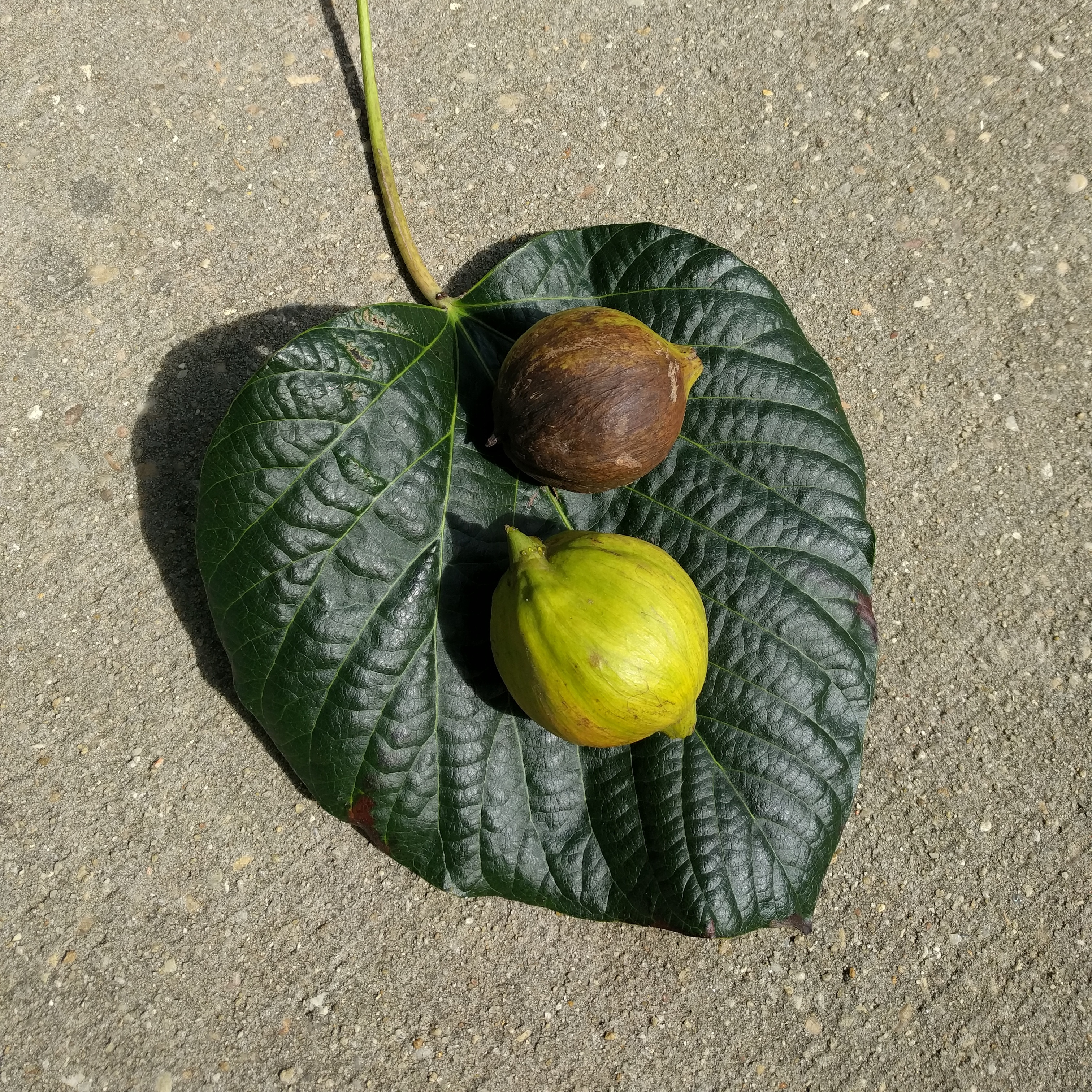
Hoja y bayas del árbol

## Descripción
Se trata de un árbol de pequeño a mediano tamaño, caducifolio que alcanza los 20 m de altura, con una propagación de la corona.  La corteza es lisa y delgada, y brota látex si se corta. Las hojas son alternas, simples de 4,5-25 cm de largo y 3,5-22 cm de ancho, en forma de corazón o con tres someros lóbulos como el arce, son de color verde por el haz y por debajo, de color rojo con glándulas en la base de la hoja, tiene un peciolo de 5,5-26 cm de largo. Las flores tienen 25-35 mm de diámetro, de color rosa pálido, con cinco pétalos de color púrpura oscuro con vetas de color rojo o púrpura en la garganta, con flores monoicas  individuales, ya sean masculinas o femeninas,  que se producen en las inflorescencias. Las flores aparecen antes o con las hojas en el terminal.  El fruto es una dura drupa en forma de pera de 4-6 cm de largo y 3-5 cm de diámetro, que contiene cuatro o cinco grandes semillas oleosas,  inicialmente es de color verde, cada vez más de color marrón cuando maduran en otoño.

## Usos
El árbol de tung se valora por el aceite de sus semillas. Fue introducido en Argentina, Paraguay y EE. UU. como cultivo para aprovechamiento del aceite.
El aceite de tung, también llamado "aceite de madera de China", ha sido usado tradicionalmente en lámparas y sombrillas en China. Se lo usa como ingrediente en pinturas, barnices y también para acabados de maderas finas.

## Precauciones
El árbol de tung es venenoso en todas sus partes, incluso la carne de sus frutos y sus semillas. Sin embargo, algunas de sus partes se usaron en pequeñas dosis en el pasado con propósitos medicinales. Según el sitio web de una universidad, la ingestión de solo una de las semillas de su fruto puede llegar a ser fatal. Intoxicaciones más leves pueden dar síntomas como vómito, diarrea y bradipnea, y el roce de las hojas sobre la piel puede producir una erupción similar a la de la hiedra venenosa. En el noreste de la Argentina, donde se cultiva, ha habido muertes de niños por consumir los frutos.

## Cultivo en EE. UU.
Poco antes de la Primera Guerra Mundial, el embajador norteamericano en China envió semillas de tung, que se plantaron en California, pero no prosperaron por el clima árido. En la década de 1930, en la región de la costa del golfo de México (sur de Misisipi) fue exitoso su cultivo, surgiendo una industria debido a las excelentes condiciones de crecimiento. En 1969, el Huracán Camille destruyó las plantaciones y nunca se recuperaron.

## Química
La especie contiene la aleuritina cumarinolignoide y 5,6,7-trimetoxi cumarina.

## Taxonomía
Vernicia fordii fue descrito por (William Botting Hemsley) Herbert Kenneth Airy Shaw y publicado en Kew Bulletin 20(3): 394. 1966[1967].
Sinonimia
- Aleurites fordii Hemsl.[5]